# Гвице (Падова)
Гвице је насеље у Италији у округу Падова, региону Венето.
Према процени из 2011. у насељу је живело 94 становника. Насеље се налази на надморској висини од 37 м.